# Vimpeli
Vimpeli (Sueco: Vindala) es un municipio de Finlandia.
Se localiza en la provincia de Finlandia Occidental y es parte de la región de Ostrobotnia del Sur. El municipio posee una población de 3.088 (30 de junio de 2015) y cubre un área de 328.79 km² de los cuales 41.52 km² son agua. La densidad de población es de 10.75 habitantes por cada km².
Vimpeli fue crucial en la Guerra de Invierno debido a su fábrica de esquís que creada sobre los esquíes utilizados en la guerra.
El municipio es monolingüe y su idioma oficial es el finés.

## Personas nacidas en Vimpeli
- Matti Latvala (1868 – 1964)
- Santeri Mäkelä (1870 – 1938)
- Juho Haveri (1876 – 1961)
- Antti Rentola (1881 – 1919)
- Väinö Rankila (1911 – 1970)
- Terttu Savola (1941)
- Jukka Vihriälä (1945)

## Galería

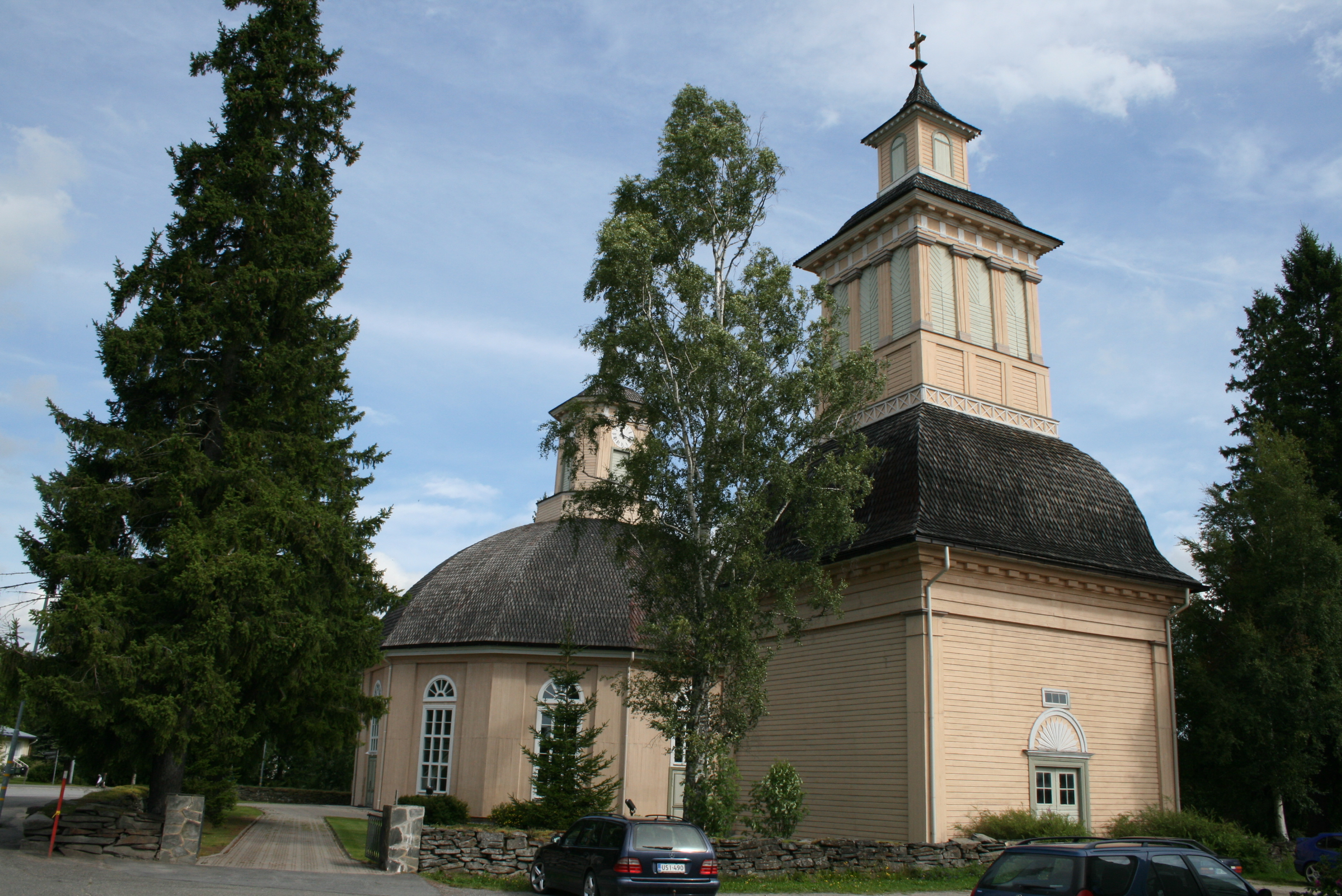
Iglesia de Vimpeli
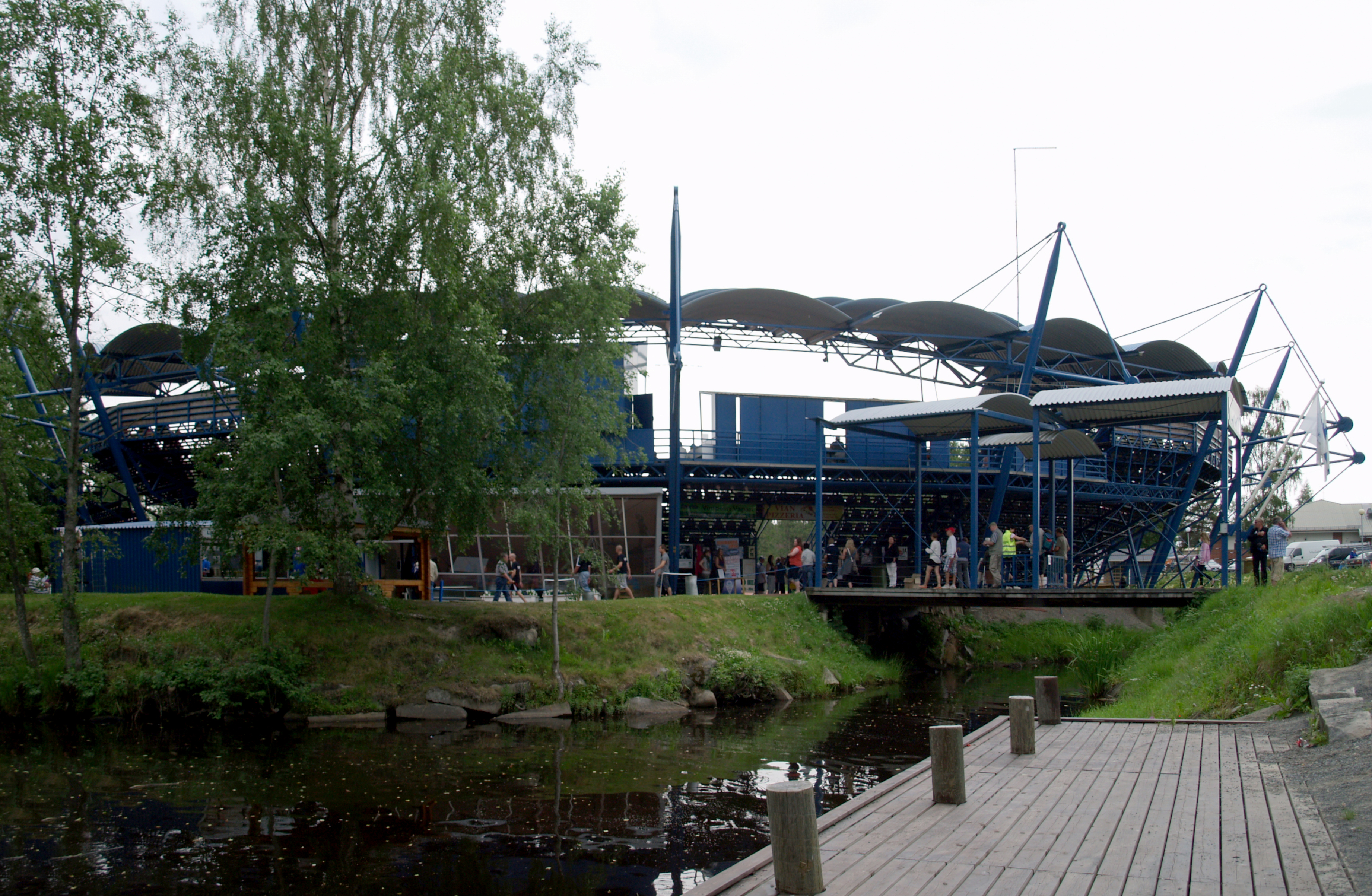
Estadio de Pesäpallo Saarikenttä
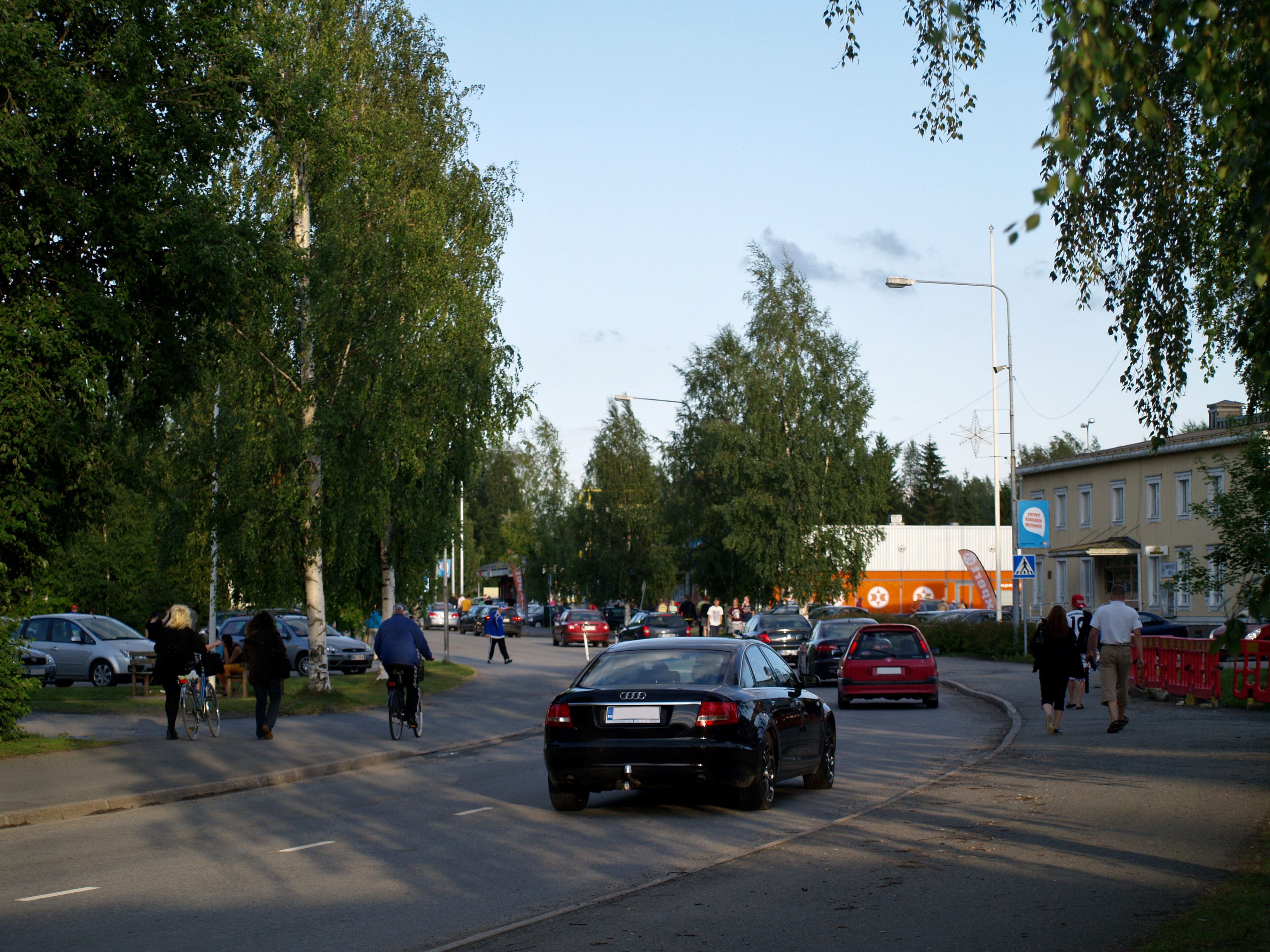
Centro de Vimpeli